# Romaine Sawyers
Romaine Theodore Sawyers (Birmingham, Inglaterra, Reino Unido, 2 de noviembre de 1991) es un futbolista sancristobaleño. Juega de centrocampista y su equipo es el Bristol Rovers F. C. de la League One. Es internacional absoluto por la selección de San Cristóbal y Nieves desde 2012.

## Trayectoria
Formado en las inferiores del West Bromwich Albion, como sénior fue enviado a préstamo a equipos como Port Vale, Shrewsbury Town y Walsall. Fichó permanentemente por el Walsall en 2013, luego de ser liberado del West Bromwich. En 2016 se unió al Brentford F. C., donde jugó durante tres temporadas y además fue capitán del equipo.
En julio de 2019 regresó al West Bromwich Albion. Formó parte del equipo que ganó el ascenso ese año, y jugó su primera temporada en la Premier League. El club igualmente descendió el siguiente año y fue enviado a préstamo al Stoke City para la temporada 2021-22.
En julio de 2022 fichó por el Cardiff City. Militó en este equipo durante dos temporadas y se marchó al finalizar la temporada 2023-24 una vez expiró su contrato. Entonces estuvo sin equipo hasta que en diciembre se unió al AFC Wimbledon. Marcó un gol en los cuatro encuentros que disputó de la League Two durante el mes que estuvo allí y, tras quedar libre, se comprometió con el Bristol Rovers F. C. para lo que restaba de campaña.

## Selección nacional
Debutó con la selección de San Cristóbal y Nieves en la Copa del Caribe de 2012 ante Anguila, donde anotó un gol y registró una asistencia en un partido que finalizó en victoria por 2-0.

### Participaciones en Copa del Caribe
| Copa                    | Sede              | Resultado     |
| ----------------------- | ----------------- | ------------- |
| Copa del Caribe de 2012 | Antigua y Barbuda | Primera ronda |

## Clubes
| Club                             | País       | Año       |
| -------------------------------- | ---------- | --------- |
| West Bromwich Albion F. C.       | Inglaterra | 2009-2013 |
| Port Vale F. C. (préstamo)       | Inglaterra | 2011      |
| Shrewsbury Town F. C. (préstamo) | Inglaterra | 2012      |
| Walsall F. C. (préstamo)         | Inglaterra | 2013      |
| Walsall F. C.                    | Inglaterra | 2013-2016 |
| Brentford F. C.                  | Inglaterra | 2016-2019 |
| West Bromwich Albion F. C.       | Inglaterra | 2019-2022 |
| Stoke City F. C. (préstamo)      | Inglaterra | 2021-2022 |
| Cardiff City F. C.               | Gales      | 2022-2024 |
| AFC Wimbledon                    | Inglaterra | 2024-2025 |
| Bristol Rovers F. C.             | Inglaterra | 2025-     |

## Palmarés

### Distinciones individuales
| Distinción           | Año     |
| -------------------- | ------- |
| PFA Team of the Year | 2015-16 |
| PFA Team of the Year | 2019-20 |

## Vida personal
En enero de 2021, un hombre de 49 años de Kingswinford fue arrestado luego de enviar mensajes racistas a Sawyers mediante sus redes sociales. Fue sentenciado a ocho semanas de prisión en septiembre de 2021.